# Glyptopetalum thorelii
Glyptopetalum thorelii är en benvedsväxtart som beskrevs av Charles-Joseph Marie Pitard. Glyptopetalum thorelii ingår i släktet Glyptopetalum och familjen Celastraceae. Inga underarter finns listade.